# The Journey (1959)
The Journey é um filme estadunidense de 1959, do gênero drama romântico, dirigido por Anatole Litvak.

## Sinopse
Durante a Revolução Húngara de 1956, uma inglesa tenta tirar de Budapeste um húngaro com quem está envolvida.

## Elenco
- Yul Brynner .... Major Surov
- Deborah Kerr .... Diana Ashmore
- Jason Robards ....Paul Kedes
- Robert Morley .... Hugh Deverill
- E.G. Marshall .... Harold Rhinelander
- Ron Howard .... Billy Rhinelander
- Flip Mark .... Flip Rhinelander
- Kurt Kasznar .... Csepege
- David Kossoff .... Simon Avron
- Gérard Oury .... Teklel Hafouli
- Marie Daëms .... Françoise Hafouli
- Anouk Aimée .... Eva
- Barbara von Nady .... Borbala
- Maurice Sarfati .... Jacques Fabbry
- Siefried Schürenberg .... Von Rachlitz
- Maria Urban .... Gisela von Rachlitz
- Erica Vaal .... Donatella Calucci